# موجارة سباعية الخطوط
موجارة سباعية الخطوط (الاسم العلمي:Gerres septemfasciatus) (بالإنجليزية: Seven-banded silver biddy)‏ هي نوع من الأسماك تتبع جنس الموجارة من فصيلة الموجارات.